# Cirkel van Brocard

Constructie van de cirkel van Brocard

In de meetkunde is de cirkel van Brocard of zevenpuntscirkel voor een driehoek de cirkel, waarvan de diameter gelijk is aan het lijnstuk tussen het middelpunt van de omgeschreven cirkel en het punt van Lemoine ervan. De cirkel is naar de Franse wiskundige en astronoom Henri Brocard genoemd.

## Eigenschappen
De punten van Brocard liggen op de cirkel, evenals de driehoekscentra met kimberlingnummer {\displaystyle X_{i}} voor {\displaystyle i=3}, middelpunt van de omgeschreven cirkel, {\displaystyle i=6}, punt van Lemoine, {\displaystyle i=1083} en {\displaystyle i=1316}.
De cirkel heeft als vergelijking in barycentrische coördinaten:
{\displaystyle b^{2}c^{2}x^{2}+a^{2}c^{2}y^{2}+a^{2}b^{2}z^{2}-a^{4}yz-b^{4}xz-c^{4}xy=0}
De straal {\displaystyle R_{b}} van de cirkel van Brocard is gelijk aan:
{\displaystyle R_{b}=R{\sqrt {a^{4}+b^{4}+c^{4}-(a^{2}b^{2}+a^{2}c^{2}+b^{2}c^{2})\ }}}
Hierin is {\displaystyle R} de straal van de omgeschreven cirkel.

## Websites
- MathWorld. Brocard Circle.